# Lycium shockleyi
Lycium shockleyi ist eine Pflanzenart aus der Gattung der Bocksdorne (Lycium) in der Familie der Nachtschattengewächse (Solanaceae).

## Beschreibung
Lycium shockleyi ist ein niedrig wachsender, stark mit Stacheln besetzter Strauch, der Wuchshöhen von 0,3 bis 0,6 m erreicht. Die Laubblätter sind sukkulent und mit drüsigen, gestielten Trichomen besetzt. Sie erreichen eine Länge von 6 bis 23 mm und eine Breite von 2 bis 4 mm.
Die Blüten sind zwittrig und vierzählig. Der Kelch ist röhrenförmig und 4 bis 10 mm lang, er ist mit 1 bis 5 mm langen Kelchzipfeln besetzt. Die Krone ist eiförmig, weiß, grünlich-weiß oder blass purpurn gefärbt. Die Kronröhre erreicht eine Länge von 8 bis 14 mm, die Kronlappen werden 2 bis 3 mm lang. Die Staubfäden sind im unteren Drittel der Kronröhre dicht behaart. Der Fruchtknoten steht auf einem verdickten roten Blütenboden, der sich an der Frucht nicht weiter vergrößert.
Die Frucht ist eine zweikammerige Beere, die zwei bis vier Samen enthält.

## Vorkommen
Die Art ist in Nordamerika verbreitet und kommt dort in den US-amerikanischen Bundesstaaten Arizona, Kalifornien und Nevada vor.

## Systematik
Molekularbiologische Untersuchungen platzieren die Art zusammen mit Lycium cooperi, Lycium macrodon, Lycium pallidum und Lycium puberulum in eine Klade, die innerhalb der Gattung Lycium als Schwesterklade zur eigenständig geführten Gattung Grabowskia steht.

## Nachweise

### Hauptbelege
- J.S. Miller und R.A. Levin: Lycium shockleyi. In: Project Lycieae